# Брихадесварар (Танджавур)
Брихадесварар е мандир – храм на индуистката вяра, посветен на Шива (индуистки бог на разрушенията), в административния център град Танджавур, Индия.

## История
Храмът е построен в периода 1003 – 1010 г., по време на династията на Чалука. Той е сред най-ярките примери на индийската архитектура. Обект е от световното културно наследство на ЮНЕСКО